# Mangaldan
Mangaldan là một đô thị hạng 1 ở tỉnh Pangasinan, Philippines. Đô thị này gần thành phố Dagupan và Baguio. Theo điều tra dân số năm 2007, đô thị này có dân số 90,391 người trong 15,356 hộ.
Trong thế chiến 2, Mangaldan có một sân bay do quân đội Mỹ sử dụng.

## Barangay
Mangaldan được chia thành 30 barangay.
| - Alitaya - Amansabina - Abalos - Anolid - Banaoang - Bantayan - Bari - Bateng - Buenlag - David - Embarcadero (also spelled Imbarcadero) - Gueguesangen - Guesang - Guiguilonen - Guilig - Inlambo | - Lanas - Landas - Maasin - Macayug - Malabago - Navaluan - Nibaliw - Osiem - Palua - Poblacion - Pogo - Salaan - Salay - Tebag - Talogtog |